# Ostpolitik
Ostpolitik, die neue Ostpolitik, Östpolitiken, var en utrikespolitisk inriktning av den västtyske förbundskanslern Willy Brandt under början av 1970-talet som syftade till att normalisera relationen till Östeuropa. Willy Brandt var under perioden 1957-1966 borgmästare i Västberlin och ansåg att den då förda västtyska politiken gentemot Östtyskland (DDR) var felaktig. Genom att erkänna Östtyskland och sluta fördrag med Polen och Sovjetunionen normaliserades relationerna med dessa länder. Brandts Ostpolitik var dock omdiskuterad på hemmaplan.

## Kursändring i utrikespolitiken
Efter att förbundsrepubliken bildades 1948 och fram till 1960-talet intog landet en avvisande attityd mot grannlandet Östtyskland. Under förbundskansler Adenauer vägrade Västtyskland att erkänna något annat än att Östtyskland var en del av Tyskland ockuperad av Sovjetunionen. Genom Hallstein-doktrinen såg man till att endast ett fåtal erkände Östtyskland diplomatiskt. Denna politik mötte dock allt starkare opposition under 1960-talet, särskilt från de västtyska socialdemokraterna.

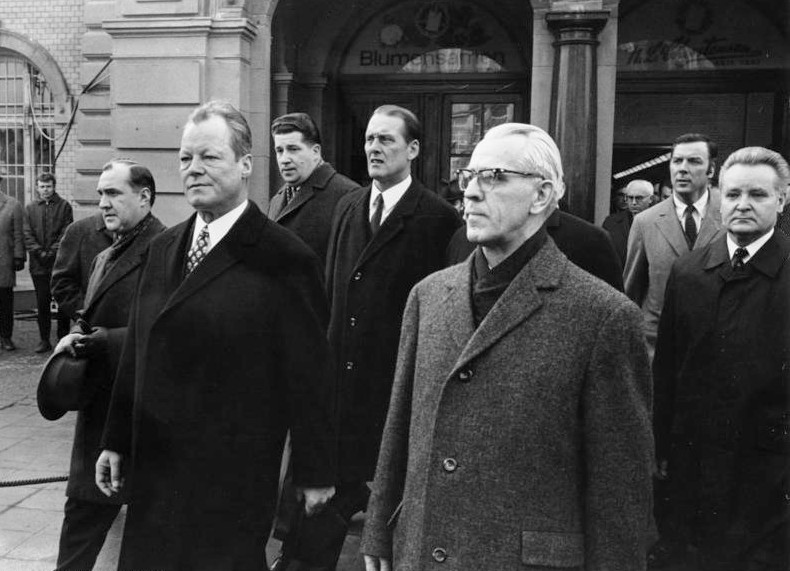
Willi Stoph till vänster med Willy Brandt i Erfurt 1970. Det var första gången två tyska regeringschefer träffades officiellt.

Den västtyska politiska offensiv som inleddes med Willy Brandts tillträde som förbundskansler i Bonn, i egenskap av ledare för en socialdemokratisk/liberal regeringskoalition år 1969, med det liberala partiets FDP:s ledare Walter Scheel som utrikesminister, hade idémässigt grundats redan åtta år tidigare, när Berlinmuren började byggas den 13 augusti 1961. Västs, och inte minst Förenta staternas, tvekande reaktion mot murens upprättande hade föranlett Brandt, som då var Berlins borgmästare, att dra slutsatsen att om de allierade inte var redo att göra något för det delade Berlin och det delade Tyskland så var tyskarna själva tvungna att ta ansvaret för att forma sin politiska framtid. Tillsammans med sin förtrogne medarbetare Egon Bahr drog Brandt under 1960-talet upp riktlinjerna för en ny politik för Förbundsrepubliken, den så kallade Östpolitiken, "Ostpolitik". 1970 besökte Willy Brandt som första förbundskansler Östtyskland i samband med det första tysk-tyska toppmötet, där Brandt hade förhandlingar med Willi Stoph. 

### Förändring genom närmande

Willy Brandt och USA:s president Richard Nixon i december 1971

Den bärande tanken i denna politik var att ökad spänning och konfrontation endast skulle stärka den östtyska socialistkommunistiska regimen. Handel och krediter gentemot Östtyskland liksom allmänt bättre levnadsstandard skulle inte blott minska spänningen utan också - och det var den springande punkten - öppna möjligheterna för reform av polisstaten Östtyskland. Förändring genom närmande (Wandel durch Annäherung) blev det sammanfattande uttrycket för Brandts politik och blev också den politiska plattform på vilken den socialdemokratisk-liberala koalitionen Brandt/Scheel kunde etableras efter valet i Västtyskland i september 1969.
Med Brandts regering i Bonn kom NATO:s Europapolitik att i mycket styras av Västtyskland. Nixonadministrationen var inledningsvis skeptisk mot den nya västtyska regeringen, särskilt mot Brandt. Washington såg med en viss irritation att Bonn sökte skynda på en avspänningspolitik som amerikanerna föredrog att själva driva under kontrollerade former. Man anpassade sig dock efterhand till de realiteter som politiken representerade, särskilt som utgångspunkten för Bonn förblev Förbundsrepublikens klara förankring i Nato och partnerskapet med USA.
Den nya Bonnregeringens första steg var anslutningen av Förbundsrepubliken till det nukleära icke-spridningsavtalet, (Non Proliferation Treaty). Därmed markerades att landet avstod från ett oberoende västtyskt kärnvapen. Denna spelöppning var avsedd att omhänderta en av Moskvas värsta farhågor. 

### Moskvafördraget
Det politiskt-strategiska huvudelementet i östpolitiken blev för Bonn förhandlingen med Moskva och det fördrag som slöts i Moskva den 12 augusti 1970 som en ramöverenskommelse för hela Östpolitiken. Enligt Moskvafördraget gav Bonn sitt erkännande av vad som kallades den existerande verkliga situationen i Europa. Detta betydde att Västtyskland erkände den "temporära" Oder-Neisse-linjen, vilken efter andra världskrigets geografiska omstuvningar utgjorde Polens västgräns mot Tyskland (Östtyskland). Betydande delar av det egentliga Tyskland som existerat år 1937, det vill säga före Nazitysklands expansionspolitik, såsom Pommern, Schlesien och Ostpreussen, kom därmed att formellt avträdas. Vidare uppgav Förbundsrepubliken alla anspråk på Sudetenland till Tjeckoslovakien, det vill säga det område som Hitlertyskland via Münchenöverenskommelsen annekterat år 1938. Därmed kunde den tysk-tjeckiska gränsen ses som fullt erkänd. I Moskvafördraget förband sig Bonn vidare att inte tillgripa våld för att uppnå gränsändringar. Avtalet innehöll därtill ett generellt åtagande mot våldsanvändning. Moskva hade i sammanhanget sökt en formulering om att gränserna skulle förbli orubbliga medan Bonn endast kunde godta en formulering om gränsernas okränkbarhet. Denna distinktion skulle i framtiden visa sig ha stor betydelse.

## Erkännande av gränser
Med konkreta åtaganden som erkännande av de existerande gränserna i Europa och uppgivandet av historiskt tyska områden till Sovjetunionen och Polen i utbyte mot ett åtagande i Moskvafördraget av Sovjetunionen om bestående fred, vad nu detta kunde vara värt, begärde Brandt mycket av sina landsmän, framförallt de som flytt från de tidigare tyska områdena (die Heimatvertriebenen). Han och utrikesminister Scheel var dock djupt medvetna om att de territoriella tillmötesgåendena var en direkt konsekvens av Nazitysklands aggressioner. Det skulle ha varit politiskt illusionsmakeri att söka vidmakthålla gränsanspråk som inte kunnat förankras i Europa, ens hos egna allierade. I själva verket hade de territoriella förlusterna inträtt med krigsavslutet och den tyska kapitulationen år 1945. I vad avsåg de inomtyska förhållandena åtog sig Förbundsrepubliken i princip att erkänna Östtyskland, DDR, som stat på villkor som senare skulle bestämmas. Även om detta åtagande syntes lägga fast den tyska delningen för gott, modifierades det i ett brev om tysk enhet, som enligt västtyska regeringens uppfattning utgjorde en del av Moskvafördraget, vari Förbundsrepubliken bekräftade sitt åtagande att arbeta för en fredsordning i Europa i vilken det tyska folket återvinner sin enhet i självbestämmande.

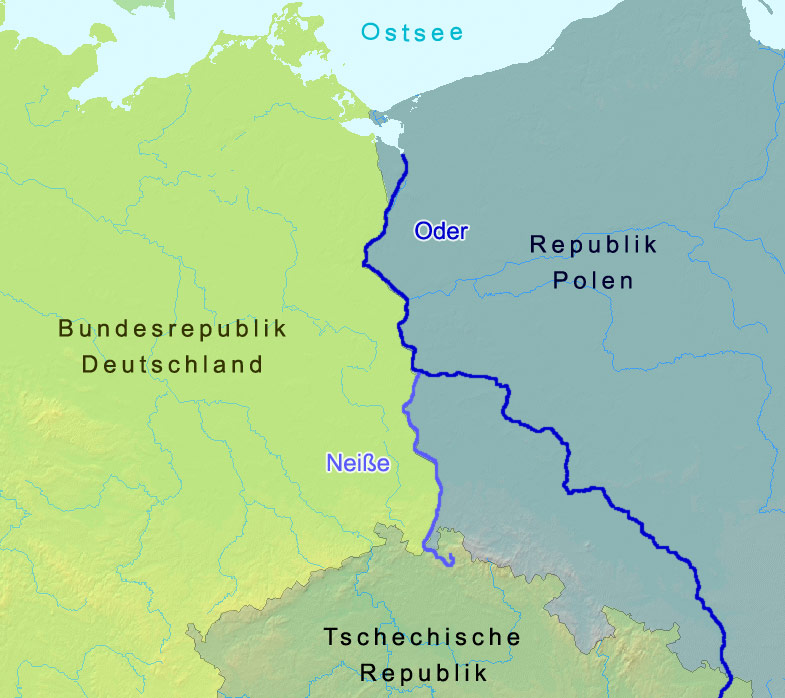
Oder-Neisse-linjen, gränsen mellan Tyskland och Polen

Brevet mottogs av den sovjetiska sidan men erkändes inte av Sovjetunionen som en formell del av Moskvafördraget. Som ett politiskt villkor för fördragets ratificering hade Brandt och Scheel därtill fogat kravet på en ny Berlinöverenskommelse baserad på fyrmaktsförhandlingar mellan ockupationsmakterna (Förenta Staterna, Sovjetunionen, Frankrike och Storbritannien). Moskvafördraget, som först möttes av en storm av kritik från den politiska oppositionen i Bonn, inte minst av de fördrivna tyskarnas organisationer, blev fundamentet för Brandts Östpolitik.

### Warszawafördraget
Under hösten 1970 inleddes förhandlingar med Polen vilka, i ljuset av de lidanden som den polska befolkningen utstått under den tyska aggressionen och ockupationen, blev en psykologiskt svårhanterad operation. När Willy Brandt i december anlände till Warszawa för att avsluta förhandlingarna tog han tillfället i akt att lägga en krans vid minnesmärket av de polska judar som hade mist livet år 1943 vid striderna med de tyska trupperna vid det judiska ghettot. Brandts knäfall framför minnesmärket som en gest av ånger och bön om förlåtelse blev något av en symbol för Tysklands vilja att söka försoning med alla i Europa som lidit under Nazitysklands aggressioner och ogärningar. Det polsk-tyska Warszawafördraget som undertecknades den 7 december 1970 innebar för Polens del att det hade att böja sig för förlusten av omfattande tidigare polska territorier i öst till Sovjetunionen, formellt Ukraina, i utbyte mot områden fram till Oder-Neisse-linjen som historiskt sett var mer tyska än polska. Det polsk-tyska fördraget kom att konstituera en kodifiering av de militärgeografiska realiteterna efter kriget. Det tillfredsställde i sak inget annat land än Sovjetunionen men bidrog till att upprätthålla dynamiken i Brandts Östpolitik och avspänningssträvanden.
11 december 1973 följde Pragfördraget med Tjeckoslovakien som normaliserade relationerna länderna emellan. Pragfördraget, som föregåtts av utdragna förhandlingar, innebar bland annat att länderna återupptog diplomatiska relationer (upprättandet av ambassader), och några dagar senare skedde detta även med Bulgarien och Ungern, vilket markerar ett första slut för Östpolitiken då Västtyskland hade ambassader i samtliga länder öster om järnridån undantaget Albanien.

## Grundfördraget
Huvudartikel: Grundfördraget mellan Västtyskland och Östtyskland

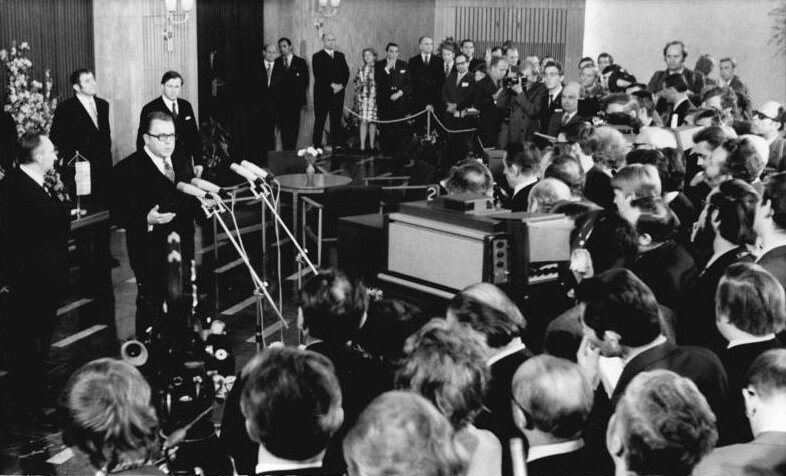
Presskonferensen i samband med undertecknandet i Berlin med Egon Bahr och Michael Kohl.

Moskva- och Warszawafördragen samt de anslutande överenskommelserna kom att på sätt och vis ersätta det formella fredsavtal för Europa som de berörda makterna diskuterat men inte nått enighet om. Avtalen fick ett positivt mottagande världen över, med allvarliga reservationer i två läger, nämligen i den västtyska oppositionen i form av det kristdemokratiska partiet, CDU, och i Östtyskland. CDU sökte i sina förberedelser för den slutliga uppgörelsen om ratifikation av östavtalen i Förbundsdagen stöd hos Nixonadministrationen vilken, trots att både president Nixon och nationelle säkerhetsrådgivaren Kissinger var påtagligt skeptiska mot Brandt, iakttog formell neutralitet i förhållande till de västtyska partierna. Partiledning och regering i Östtyskland intog en tydligt negativ hållning väl medveten om att DDR:s position blivit marginaliserad av Förbundsrepublikens politiska offensiv. Först sedan det kommunistiska enhetspartiets ledare, Ulbricht, avlägsnats i maj 1971 öppnades möjligheter för att inleda inomtyska förhandlingar om ett avtal de tyska staterna emellan om principerna för deras relationer, det s.k. Grundfördraget (Grundlagenvertrag). 
Resultatet av Grundfördraget som undertecknades den 21 december 1972, innebar ett ömsesidigt erkännande. DDR:s erkännande av Förbundsrepubliken betydde en oreserverad acceptans av Förbundsrepubliken, medan denna inte gav Östtyskland, den Tyska Demokratiska Republiken, ett ovillkorligt erkännande. Västtyskland begränsade sig till att godta Östtyskland som en särskild stat i den tyska nationen. Östtyskland kunde med viss svårighet svälja denna politiska obalans, eftersom Östtyskland blev ekonomiskt rikt kompenserat genom att handeln med Västtyskland på västtyskt insisterande skulle betraktas som inomtysk, alltså med tullfrihet över den inomtyska gränsen. Östtyskland blev därmed i handelshänseende de facto medlem av den europeiska gemenskapen, EG. Sovjetunionen accepterade likaså detta begränsade erkännande av Östtyskland som en implementering av Västtysklands pliktskyldighet under Moskvafördraget, eftersom detta i sin tur öppnade möjligheter till internationellt erkännande av Östtyskland. Sålunda kunde DDR tillsammans med Förbundsrepubliken upptas som medlem av Förenta Nationerna redan år 1973.
Grundfördraget banade också vägen för de ständiga representationer, Ständige Vertretungen, som upprättades i Västtyskland och DDR. De första ledarna för dessa blev Günter Gaus för Västtyskland i DDR och Michael Kohl för DDR i Västtyskland. De var inte ambassader.

## Fyrmaktsavtalet
Slutstenen i det stora Östpolitikprojektet skulle bli Fyrmaktsavtalet om Berlin, vilken var en nödvändig förutsättning för Moskva- och Warszawafördragens ratifikation i den västtyska Förbundsdagen. Uppgörelsen kunde genomföras med stöd av ett starkt engagemang från USA, som annars tidigare varit återhållsamt mot Brandts politik. Den slutliga Berlinuppgörelsen innehöll en garanti från Sovjetunionen om obehindrad genomfart från Västtyskland till Västberlin. Den gav västberlinarna en rätt som hittills berövats dem, nämligen rätten att besöka både Östtyskland och Östberlin och tillät dem också att resa med västtyska pass. Västtyskland fick i gengäld avstå från att genomföra presidentval i Västberlin. Fördraget undertecknades den 3 september 1971.

## Misstroendevotum mot Brandt
Willy Brandts östpolitik ledde till ett misstroendevotum i förbundsdagen den 27 april 1972, som Brandts regering gick segrande ur. Brandtregeringen vann omröstningen med endast två rösters marginal gentemot opposition och dess ledare Rainer Barzel (CDU). Senare har det kommit fram att Stasi mutade en CDU-ledamot, Julius Steiner, att rösta mot sitt eget parti. Även CSU:s Leo Wagner ska ha mutats av Stasi, vilket kommit fram genom Rosenholzakterna.
Förbundsdagen ratificerade fördragen i maj 1972 sedan CDU beslutat avstå i slutomröstningen sedan regeringen och regeringspartierna godtagit en gemensam resolution. Denna innebar att Moskva- och Warszawafördragen erkändes som uttryck för den existerande situationen men att de inte i något avseende kunde utgöra en del av en slutlig, legalt bindande fredsuppgörelse för Tyskland. Den sammantagna effekten av det tyska fördragsverket kan ses som en stor framgång för Sovjetunionen som därmed fick sitt efterlängtade tyska erkännande av efterkrigsordningen i Europa. 
Den västtyska regeringen hade emellertid försäkrat sig rätten att ändra gränserna, om än ej med våld, och att Östtysklands status i det tyska sammanhanget inte var glasklar och definitivt inte på samma nivå som Västtysklands. Tanken på en ändring av den inomtyska situationen hade således inte suddats ut med Moskvafördraget, liksom än mindre möjligheten av tysk enhet. Grundfördraget mellan de båda tyska staterna hade ej heller fullt ut givit Östtyskland erkännande som en gentemot Förbundsrepubliken främmande statsbildning. Östtyskland förblev inte utland gentemot Förbundsrepubliken, enligt Brandts berömda uttalande.

## Östpolitiken ur DDR:s synvinkel

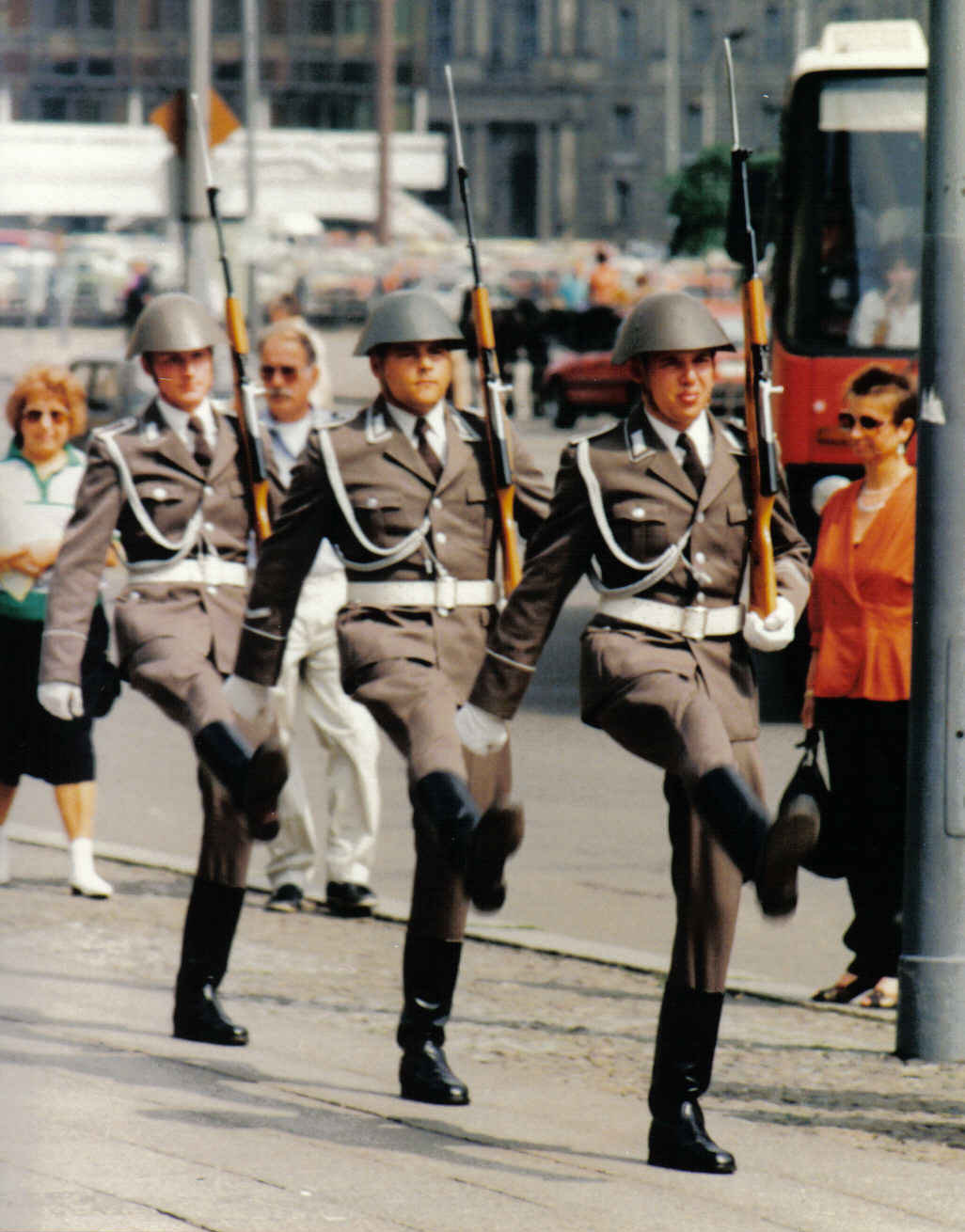
Östtysk hedersvakt

Det var därför inte förvånande att den östtyska ledningen gav uttryck för bekymmer över avtalskomplexet. De öppningar för mänskliga kontakter som DDR pressats att acceptera i grundfördraget, och som också följde av Berlinöverenskommelsen, skapade farhågor att Brandt/Bahrs strategi "Wandel durch Annäherung" skulle komma att undergräva det socialistiska enhetspartiets maktmonopol. Med en djup osäkerhet om den egna maktens legitimitet kunde den östtyska ledningen inte helhjärtat glädja sig åt ens de ekonomiska fördelar som Grundfördraget medförde. Dessa innebar svårkontrollerade kontakter och öppningar gentemot väst. Endast genom en avsevärd förstärkning av den östtyska säkerhetspolisen Stasi och skärpning av systemet med medborgerlig övervakning och angiveri ansåg man sig vara i stånd att hantera den uppkomna situationen. För Sovjetunionen innebar de inomtyska förhållandena en delikat avvägning mellan fördelar och nackdelar. Givetvis var erkännandet av den egna expansionen västerut i Europa en stor triumf för Sovjetunionen. Samtidigt innebar nära tysk-sovjetiska förbindelser betydande ekonomiska fördelar men de riskerade att undergräva socialismen i Östtyskland och på sikt också inom den egna maktsfären i Östeuropa

## Östpolitikens erkännande i Västtyskland
Östpolitiken fick i Västtyskland sitt demokratiska och folkliga erkännande genom 1972 års förbundsdagsval den 19 november som blev en seger för den socialdemokratiskt liberala koalitionen och i synnerhet för Brandt personligen. Triumfen blev dock kortvarig. Den östtyska underrättelsetjänsten hade lyckats placera en spion, Günter Guillaume, i förbundskanslerns kansli och avslöjandet undergrävde Brandts maktställning, vilket, när vissa inre motsättningar inom ledningen för det socialdemokratiska partiet tillkom, ledde till att Brandt tvingades avgå som förbundskansler redan år 1974, endast två år efter sin stora politiska triumf.

## Ostpolitik under Schmidt

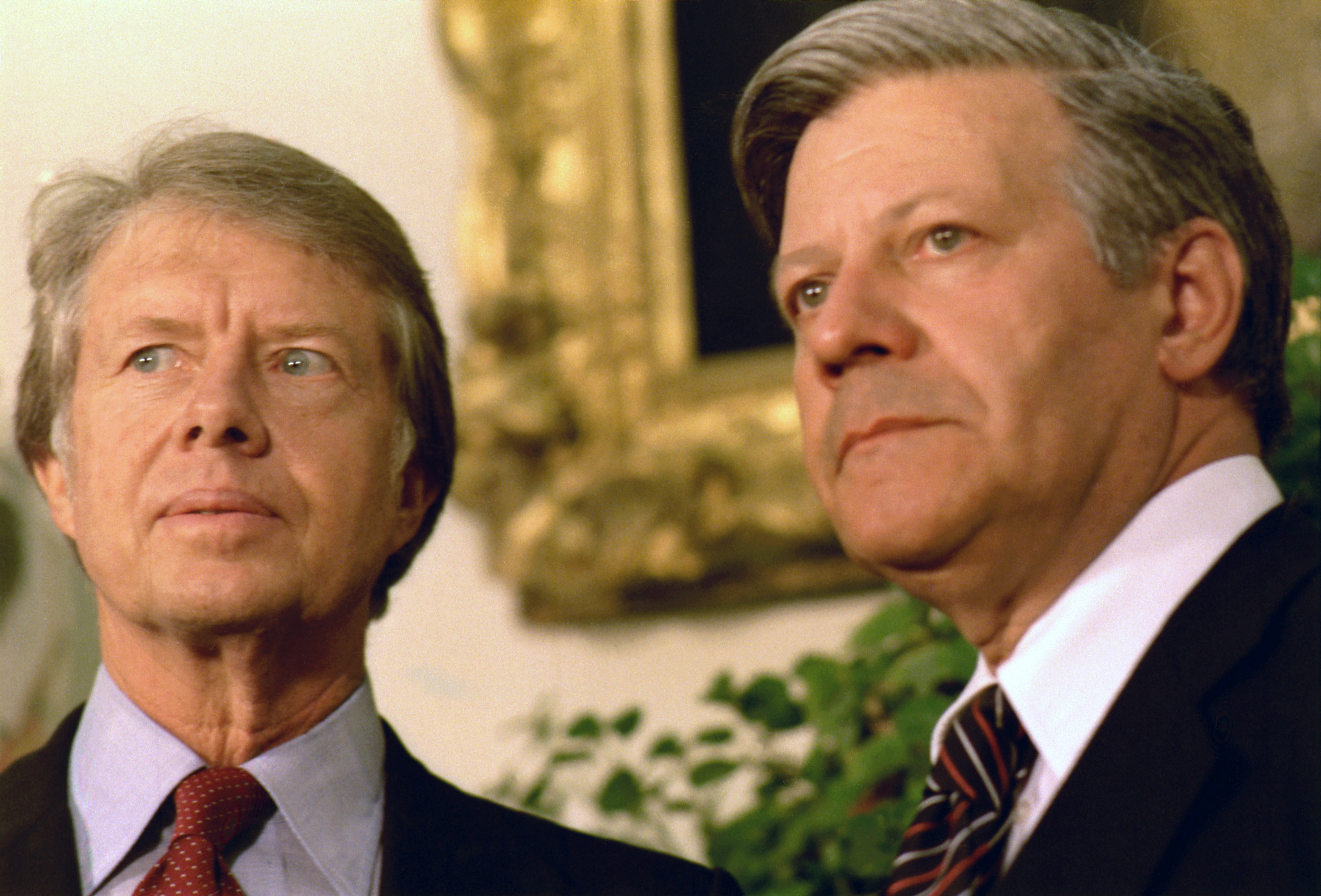
USA:s president Jimmy Carter och Tysklands förbundskansler Helmut Schmidt

Om Brandt och Bahr hade sett Östpolitikens fördragsverk som medel att dämpa konsekvenserna av och i efterhand undergräva Tysklands delning, intog Brandts efterträdare som förbundskansler i Bonn, Helmut Schmidt, en kyligare och mer långsiktig syn på frågan om återförening. Den västtyska politiken under Schmidt koncentrerades på att maximalt exploatera de ekonomiska möjligheter som öst-väst-förbindelsernas fortsatta utveckling möjliggjorde. Schmidt fördjupade kontakterna med USA, där Nixon- och Ford-administrationernas realpolitiker med Kissinger i spetsen hade lättare att förstå och samarbeta med den pragmatiske Schmidt än med den idealistiske Willy Brandt. Det västtysk-franska samarbetet som legat i träda under Brandts dynamiska år vid makten återupptogs och förnyades. 
De östtyska ledarna kände sig också mer säkra gentemot Schmidt, vilken i deras ögon inte drevs lika hårt av återföreningsambitioner som Brandt. Med de västallierades fulla förtroende kunde Schmidt fördjupa den inomtyska dialogen och det ekonomiska samarbetet gentemot en östtysk ledning, som nu kände sig mindre hotad. Detta föranledde istället Sovjetunionen att uttrycka vissa bekymmer över den i dess tycke alltför intensiva kontaktverksamheten de tyska staterna emellan. Schmidts kanske främsta bidrag till avspänningen blev dock att han lyckades utveckla den sovjetisk-västtyska avspänningen till en genuin sovjetisk-västeuropeisk avspänning och lade grunden för en ny europeisk säkerhetsordning. Detta fick bland annat ett uttryck i det sovjetisk-västtyska samarbetet inom förberedelserna för den all-europeiska säkerhetskonferensen, ESK.
Helmut Schmidt besökte Östtyskland 1981, det första västtyska statsbesöket i DDR sedan Willy Brandts i Erfurt 1970. 1987 besökte DDR-ledaren Erich Honecker för första gången officiellt Västtyskland vilket av många sågs som det definitiva beskedet om Tysklands splittring i två stater. Östpolitiken var dock en stor framgång och öppnade upp nya vägar i Tysklands utrikespolitik. Willy Brandt fick för sin Ostpolitik Nobels fredspris 1971.